# Krystyna Kuperberg

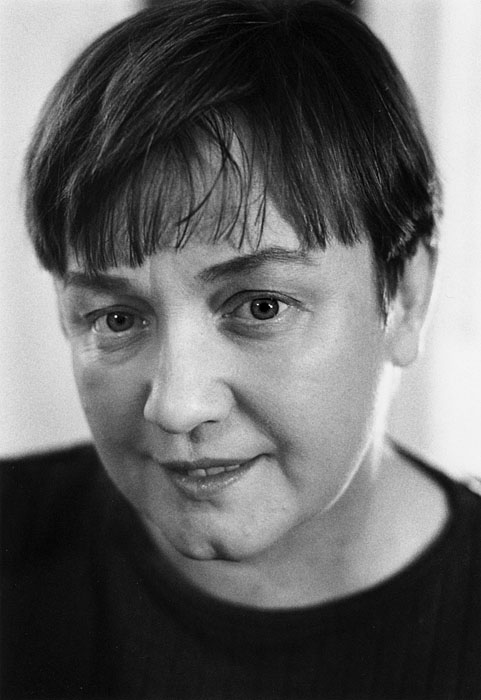
K. Kuperberg, 1990

Krystyna Maria Kuperberg, geb. Trybulec (* 17. Juli 1944 in Tarnów) ist eine US-amerikanische Mathematikerin.

## Leben

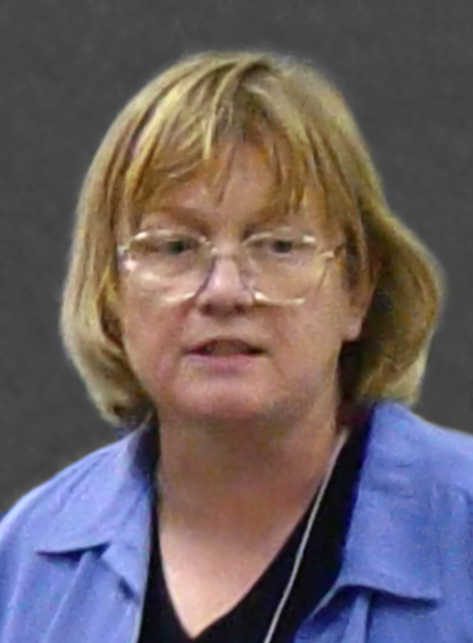
Krystyna Kuperberg, 2004

Kuperberg ist polnischer Herkunft. Ihre Eltern, Jan W. und Barbara H. Trybulec, waren Apotheker mit einer eigenen Apotheke in Tarnów. Ihr älterer Bruder Andrzej Trybulec, ihr Ehemann Włodzimierz Kuperberg und ihr Sohn Greg Kuperberg sind ebenfalls Mathematiker. Die Tochter Anna Kuperberg ist eine bekannte amerikanische Fotoreporterin. Im Alter von 15 Jahren zog sie mit ihren Eltern von Tarnów nach Danzig um.
Im Jahr 1962 nahm sie das Studium der Mathematik an der Warschauer Universität auf. Ihre ersten Mathematikvorlesungen hörte sie bei Andrzej Mostowski; später hörte sie Topologie-Vorlesungen bei Karol Borsuk und wurde von diesem Gebiet fasziniert. Krystyna Kuperberg erlangte 1966 den Magistergrad in Topologie unter Leitung von Borsuk.
Im Jahr 1969 verließ sie mit ihrer Familie Polen zunächst nach Schweden, 1972 weiter in die Vereinigten Staaten nach Houston, Texas.
Im Jahr 1974 wurde sie bei Karol Borsuk (und William Jaco) an der Rice University promoviert (Dissertation: The Shape Theory Analogues of Some Classical Isomorphism Theorems for Homology and Homotopy Groups). Im gleichen Jahr traten sie und ihr Ehemann Stellen an der Auburn University an. 1984 erhielt sie dort eine volle Professur.
Sie lehrte auch an der Oklahoma State University (1982–83), dem Courant Institute of Mathematical Sciences of New York University (1987) und im Sommersemester 1995 an der Universität Paris XI in Orsay.

## Wirken
Sie befasste sie sich zunächst hauptsächlich mit Topologie, daneben auch mit euklidischer Geometrie, später auch mit diskreter Geometrie.
Im Jahr 1987 löste sie ein bis dahin offenes Problem von Bronisław Knaster.
In den 1980er-Jahren begann ihr Interesse an Fixpunkten und an topologischen Aspekten dynamischer Systeme. 1993 konstruierte sie ein glattes Gegenbeispiel zur Seifert-Vermutung, dass alle nicht-singulären stetigen Vektorfelder auf der 3-Sphäre eine geschlossene Lösungskurve haben. Unter geringeren Differenzierbarkeitsvoraussetzungen war die Vermutung schon 1974 durch Paul A. Schweitzer widerlegt worden.
Ihre Arbeit an dynamischen Systemen führt sie gemeinsam mit ihrem Sohn fort.

## Auszeichnungen
Sie hielt 1995 eine AMS Plenary Lecture, 1996 eine MAA Plenary Lecture im Jahre 1996 und sie war 1998 eingeladene Sprecherin auf dem Internationalen Mathematikerkongress in Berlin (Counterexamples to the Seifert conjecture). 1995 erhielt Kuperberg den Alfred-Jurzykowski-Preis der Kościuszko-Stiftung. 1996 erhielt sie den Research Excellence Award vom College of Sciences and Mathematics der Auburn University.
Sie ist außerdem in der American Mathematical Society (AMS) tätig und deren Fellow.

## Ausgewählte Veröffentlichungen
- K. Kuperberg, A smooth counterexample to the Seifert conjecture, Ann. of Math. (2) 140 (1994), Nr. 3, S. 723–732.
- G. Kuperberg and K. Kuperberg, Generalized counterexamples to the Seifert conjecture,  Ann. of Math. (2)  143  (1996),  Nr. 3, S. 547–576.
- K. Kuperberg Aperiodic dynamical systems, Notices AMS, Oktober 1999 (Noether Lecture), Online